# Physiological Genomics
Physiological Genomics is een internationaal, aan collegiale toetsing onderworpen wetenschappelijk tijdschrift op het gebied van de celbiologie, genetica en de fysiologie. De naam wordt in literatuurverwijzingen meestal afgekort tot Physiol. Genom. Het wordt uitgegeven door de American Physiological Society en verschijnt 24 keer per jaar.